# Gli innamorati
Gli innamorati é um filme italiano de 1955, do gênero drama, dirigido por Mauro Bolognini. 
Foi inserido no Festival de Cannes 1956.

## Elenco
- Antonella Lualdi - Adriana Latini
- Franco Interlenghi - Franco
- Sergio Raimondi - Nando Latini
- Valeria Moriconi - Marisa
- Nino Manfredi - Otello
- Nadia Bianchi - Alba Del Bosco
- Oscar Blando - Gratta
- Decimo Cristiani - Luciano
- Nino Marino - Aldo
- Alessandra Panaro - Marcella
- Gigi Reder - Annibale
- Toni Ucci - (como Tony Ucci)
- Giancarlo Zarfati - (como Giancarlo Zarfati)
- Gino Cervi - Sor Cesare
- Cosetta Greco - Ines